# Константинов мост
Константиновият мост е пътен мост над река Дунав, съществувал в Късната античност и свързващ Улпия Ескус (край днешното село Гиген в България) със Сукидава (край днешния град Корабия в Румъния).
Мостът е с дървена връхна конструкция и зидани каменни стълбове. Разкрити са останки от крайните му опори, които са използвани и като порти, и няколко от междинните опори, намиращи се под водите на река Дунав. Общата дължина на моста е 2434 m, предполага се, че ширината му е била 5,70 m при височина над водата около 10 m.
Константиновият мост е построен или обновен през 328 г., когато е официално открит от император Константин Велики. Предполага се, че мостът вече не функционира през 367 г., когато император Валент прехвърля войските си през Дунав по понтонен мост по-надолу по течението на реката.